# 黑肛深海鰩
黑肛深海鰩（學名：Bathyraja diplotaenia），為軟骨魚綱鰩目單鰭鰩科深海鰩屬的一種，分布於西北太平洋日本北部外海海域，深度400至800公尺，棲息在深海沙泥底質海域，為底棲性魚類，卵生，雌魚會產下帶有角的長方形卵囊，屬肉食性，生活習性不明。